# Green Island (Straat van Belle Isle)
Green Island is een onbewoond eiland van 0,90 km² dat deel uitmaakt van de Canadese provincie Newfoundland en Labrador. Het eiland bevindt zich in de Straat van Belle Isle, vlak voor de kust van noordelijk Newfoundland.

## Geografie
Green Island ligt anderhalve kilometer ten noordwesten van het Great Northern Peninsula, het meest noordelijke gedeelte van Newfoundland. Het is een van de weinige eilanden in de voorts erg eilandarme Straat van Belle Isle. 
Het eiland heeft langs zijn zuidwest-noordoostas, parallel met de kust, een lengte van 1,25 km. Het is daarentegen op het breedste punt amper 100 meter breed, waardoor het een bijzonder langwerpige vorm heeft. Het eiland is erg vlak en reikt nergens meer dan 3 meter boven de zeespiegel. Daardoor is het, ondanks de kleine afstand tot de kust, slechts matig zichtbaar vanaf Newfoundland.
Op het "vasteland" van Newfoundland liggen tegenover het eiland twee dorpen die ernaar vernoemd zijn, namelijk Green Island Cove en Green Island Brook. Het dankt zijn naam, die letterlijk "groen eiland" betekent, aan de begroeiing met grassen.